# Михайло Трестка
Михайло Трестка (пол. Michał Trestka; д/н — 1429) — римо-католицький єпископ київський.

## Життєпис
Походив з польського шляхетського роду Трестків з Сандомирського воєводства. Стосовно батьків та дати народження відсутні відомості. Здобув гарну освіту, став викладачем богослов'я, був членом домініканського ордену.
Потім призначено папським пенітенціарієм в Польщі. Увійшов до почту короля Владислава II. Був членом кількох католицьких місій в Галичині, Холмщині та Волині.
1410 року призначено єпископом Київським. Став першим, хто намагався закласти основи єпархіальних установ. 1411 року урочисто вітав короля, що на тривалий час зупинився у Києві. Резиденцією Михайла Трестка з 1412 року став домініканський монастир, зведений за наказом єпископа. 1413 року був одним з підписантів Городельської унії.
На кошти короля звів католицький костел поруч з Київським замком, втім його було зруйновано під час золотоординської навали на чолі із Едигеєм. Сам Міхал Трестка врятувався у замку.
Налагодив гарні стосунки з великим князем Литовським Вітовтом. У 1420 і 1425 роках брав участь у засіданнях великокнязівської ради. Також був учасником дипломатичних та державних заходів Литви. Помер 1429 року.